# 피닉스 시티 스토리
피닉스 시티 스토리(THE PHENIX CITY STORY)는 미국에서 제작된 필 칼슨 감독의 1955년 범죄, 드라마 영화이다. 존 맥킨타이어 등이 주연으로 출연하였다.
이 영화는 문화적, 역사적, 미적 중요성으로 인해 미국 의회도서관에 의해 미국 국립영화등기부의 보존물로 선정되었다.

## 출연

### 주연
- 존 맥킨타이어
- 리처드 킬리
- 캐서린 그랜트

### 조연
- 에드워드 앤드류즈
- 렌카 피터슨
- 비프 맥과이어
- 진 카슨
- 캐시 말로우
- 존 라취
- 제임스 에드워즈
- 오토 헐렛
- 조지 밋첼

## 제작진
- 프로듀서: 사무엘 비쇼프
- 프로듀서: 데이빗 다이아몬드
- 섭외: 밀리 구세